# 吉川政己
吉川 政己（よしかわ まさき、1918年11月22日 - 2002年2月6日）は、日本の医学者、老人医学が専門。

## 略歴
東京出身。父は実業家の吉川長三郎。岳父は日産の浅原源七。東京帝国大学医学部卒。1949年医学博士、東京大学医学部教授（冲中重雄の後任）。
1975年から1976年にかけて医学部長。1979年定年退官、名誉教授、東京警察病院。息子は吉川洋・東大教授。

## 著書
- 『成人病の予防と対策』（改訂新版）三井生命厚生事業団〈成人病ガイド, 19〉、1986年。 NCID BA7314960X。
- 『老いと健康』岩波書店〈岩波新書, 新赤版 140〉、1990年。ISBN 4004301408。

### 共編著
- 『自律神経系と臨床』（改訂6版）杏林書院、1964年。 NCID BN07323681。
- 亀山, 正邦、小沢, 利男、原沢, 道美他共編 編『老年医学』朝倉書店、1973年。 NCID BN00287910。
- 『旺文社学習図鑑 7 人間とからだ』岡野一年共編集 1976
- 江上信雄、山田正篤共編 編『老化制御』朝倉書店。
- 『神経学 第6巻 各論 4』共著 南江堂 1978
- 『現代成人病百科 その予防から診断・治療・管理まで』有川清康共編 ぎょうせい 1982

### 翻訳
- トウール, パテル 著、監訳、 平井俊策 訳『脳血管障害』広川書店、1973年。 NCID BN04420309。
- ロスマン編著 著、原沢道美共監 訳『臨床老年病学』広川書店、1974年。 NCID BN05051321。

## 論文
- cinii ＜吉川政己